# Liometopum imhoffi
Liometopum imhoffi é uma espécie de formiga do gênero Liometopum.